# Novoskeliuvate, Pokrovske
Novoskeliuvate (în ucraineană Новоскелювате) este un sat în comuna Oleksandrivka din raionul Pokrovske, regiunea Dnipropetrovsk, Ucraina.

## Demografie
Componența lingvistică a localității Novoskeliuvate
     Ucraineană (96%)
     Rusă (4%)
Conform recensământului din 2001, majoritatea populației localității Novoskeliuvate era vorbitoare de ucraineană (96%), existând în minoritate și vorbitori de rusă (4%).